# المدرسة التاجية (بغداد)
المدرسة التاجية  مدرسة تاريخية يعود تأسيسها إلى العصر العباسي في بغداد، وتحديدًا عام 1089 م / 482 هـ. تم إنشائها للمذهب الشافعي بباب أبرز في الجانب الشرقي للمدينة. وسُمّيت نسبةً إلى تاج الملك أبي الغنائم المرزبان بن خسرو مستوفي السلطان ملكشاه السلجوقي. وقد اشتهر عدد كبير من مدرّسيها، منهم، فخر الإسلام أبو بكر الشاشي، صاحب المدرسة المعروفة باسمه، وأحد كبار مدرسيّ المدرسة النظامية، إلا أنها لم تعد موجودة اليوم.